# Bad Girls
A Bad Girls Donna Summer amerikai énekesnő nyolcadik albuma és harmadik dupla albuma, 1979-ben adta ki a Casablanca Records. A cég 1975 óta az énekesnő lemezeinek amerikai kiadója volt, 1977-től pedig a világterjesztést is intézték. Producerek: Donna Summer, Giorgio Moroder, Pete Bellotte, Harold Faltermeyer. A felvételi munkálatok és a keverés a Los Angeles-i Rusk Sound Studiosban zajlottak, a maszterelés helyszíne az Alan Zentz Studios volt, ugyancsak Los Angelesben. A My Baby Understands című felvételt a Music Grinder Studiosban (Los Angeles) rögzítették.

## Háttér-információk
A Bad Girls megjelenésének idején Donna Summer és a Casablanca Records közötti nézetkülönbségek elmélyültek. Az énekesnő úgy érezte, lemezcége kihasználta őt, a Love to Love You Baby világsikere miatt ragaszkodtak „a szerelem First Ladyje” imázs megőrzéséhez, noha Donnának ezzel kapcsolatban kezdettől fogva fenntartásai voltak. A Casablanca a szerződésre hivatkozva teljesen átvette az irányítást Summer karrierje fölött, viselkedését, sőt az öltözködését is meghatározták. Az énekesnőnek egyre több problémája volt a közérzetével és az egészségével: levert lett, álmatlanság gyötörte, ami miatt gyógyszereket kezdett szedni. 1979 elején összeesett a kimerültségtől.
Nővére próbált a lelki támasza lenni, aki egy pap közreműködésével bevezette őt a keresztény vallás tanaiba. Donna megtalálta lelki békéjét, depressziója elmúlt, folytatni tudta a lemezfelvételi munkálatokat. Régi munkatársai, Moroder és Bellotte mellett olyan művészekkel dolgozott együtt a Bad Girls készítése során, mint például Harold Faltermeyer és Joe Esposito. 1979-ben még népszerű volt a diszkózene, de jelentős közönségtábora volt a punknak és a heavy metalnak is. Ennek köszönhetően az új album néhány felvétele rockos hangzású lett, míg más dalokon a soul és az R&B hatása érződik. Zenei stílus szempontjából a Bad Girls Donna Summer legeklektikusabb albuma, ugyanakkor kereskedelmileg a legnépszerűbb nagylemeze: a második listavezető LP-je volt az Egyesült Államokban, ahol háromszoros platinalemez lett, világszerte pedig több mint hétmillió példányban fogyott el.
A nagylemezről a rock hatását tükröző Hot Stuff volt talán a legnépszerűbb sláger, amely azóta örökzöldnek bizonyult: az Alul semmi (1997) című emlékezetes filmvígjáték soundtrackjében is szerepel. A Bad Girls ugyancsak nagy sikernek bizonyult, noha a „rosszlány” imázs éppúgy nem állt közel Donnához, mint „a szerelem First Ladyje” arculat, noha mindkettőben meggyőző volt. A Dim All the Lights előadásával Summer rekordot állított fel: ő volt az első énekesnő, aki egy dalban 16 másodpercig tartja ki ugyanazt a hangot. (Ebben egyébként egy férfi a rekorder: Bill Withers a Lovely Day című felvételen 18 másodpercig csinálja ugyanezt.)
1979 végén a Casablanca Records dupla válogatást adott ki Donna Summer legnépszerűbb slágereiből, két új dallal. Ez az énekesnő számára az utolsó csepp volt a pohárban: felbontotta szerződését a Casablancával, és átigazolt a Geffen Recordshoz. A náluk készített első albuma, a The Wanderer (1980) már a zenei divatok megváltozását tükrözi: diszkó helyett a rock és az új hullám hatása mutatható ki a korongon. A Casablanca viszont szerette volna kihasználni a diszkó végnapjait, és mielőtt volt sztárjuk új felvételei megjelentek volna a konkurencia gondozásában, további kislemezeket dobtak piacra a Bad Girlsről: a Sunset People és a Walk Away fel is kerültek a slágerlistákra, bár a Hot Stuff vagy a címadó Bad Girls népszerűségét nem érték el. A Casablanca szinte a The Wandererrel egyidőben még egy Donna Summer-válogatást is piacra dobott Walk Away: Collector’s Edition címmel az 1977 és 1980 közötti időszak slágereivel.

## A dalok
Az egyes lemezoldalakon a dalok között nincsen szünet. 

### „A” oldal
1. Hot Stuff (Donna Summer – Pete Bellotte – Harold Faltermeyer – Keith Forsey) – 5:14
2. Bad Girls (Donna Summer – Joe „Bean” Esposito – Edward „Eddie” Hokenson – Bruce Sudano) – 4:55
3. Love Will Always Find You (Pete Bellotte – Giorgio Moroder) – 3:59
4. Walk Away (Pete Bellotte – Harold Faltermeyer) – 4:29

### „B” oldal
1. Dim All the Lights (Donna Summer) – 4:40
2. Journey to the Centre of Your Heart (Donna Summer – Pete Bellotte – Giorgio Moroder) – 4:36
3. One Night In A Lifetime (Pete Bellotte – Giorgio Moroder) – 4:12
4. Can't Get to Sleep Tonight (Bob Conti) – 4:42

### „C” oldal
1. On My Honor (Donna Summer) – 3:32
2. There Will Always Be A You (Donna Summer) – 5:07
3. All Through the Night (Donna Summer – Bruce Roberts) – 6:06
4. My Baby Understands (Donna Summer) – 3:58

### „D” oldal
1. Our Love (Donna Summer – Giorgio Moroder) – 4:52
2. Lucky (Donna Summer – Joe „Bean” Esposito – Edward „Eddie” Hokenson – Bruce Sudano) – 4:37
3. Sunset People (Donna Summer – Harold Faltermeyer) – 6:27

## Alternatív, egylemezes kiadás
- 1979 Casablanca Records, Polygram Iberica (424 612-1, 66 41 943, Spanyolország)

### „A” oldal
1. Hot Stuff
2. Bad Girls
3. Love Will Always Find You
4. Walk Away

### „B” oldal
1. Our Love
2. Lucky
3. Sunset People

## A 2003-as Deluxe Edition

### CD 1
A Bad Girls LP remaszterizált anyaga
1. Hot Stuff – 5:14
2. Bad Girls – 4:55
3. Love Will Always Find You  – 3:59
4. Walk Away – 4:29
5. Dim All the Lights – 4:40
6. Journey to the Centre of Your Heart – 4:36
7. One Night In A Lifetime – 4:12
8. Can't Get to Sleep Tonight – 4:42
9. On My Honor – 3:32
10. There Will Always Be A You – 5:07
11. All Through the Night – 6:06
12. My Baby Understands – 3:58
13. Our Love – 4:52
14. Lucky  – 4:37
15. Sunset People – 6:27
16. Bad Girls (Demo Version) – 4.00 (bónuszfelvétel, az eredeti LP-n nem szerepel)

### CD 2
Maxik és más ritkaságok
1. I Feel Love (12" Single)  – 8:15
2. Last Dance (Promotional 12" Single) – 8:11
3. MacArthur Park Suite (12" Single) – 17:35
4. Hot Stuff (12" Single) – 6:47
5. Bad Girls (12" Single) – 4:55
6. Walk Away (Promotional 12" Single) – 7:15
7. Dim All the Lights (Promotional 12" Single) – 7:12
8. No More Tears (Enough Is Enough) (12" Single) (duett Barbra Streisanddal) – 11:44
9. On the Radio (Long Version) – 7:35

## Közreműködők
- Giorgio Moroder (basszusgitár, gitár, szintetizátor)
- Pete Bellotte (basszusgitár)
- Bob Glaub, Scott Edwards (basszusgitár)
- Harold Faltermeyer (basszusgitár, dobok, billentyűs hangszerek, synclavier)
- Jay Graydon, Jeff Baxter, Paul Jackson Jr., Al Perkins (gitár)
- Charles Sudano (szintetizátor)
- Joe Esposito (háttérvokál)
- Keith Forsey (háttérvokál, dobok, ütős hangszerek)
- Bob Conti (dobok)
- Jai Winding (zongora)
- Gary Herbig (szaxofon)
- Sid Sharp (vonós hangszerek)
- Bill Reichenbach, Dick Hyde (harsona)
- Gary Grant, Jerry Hey, Steve Madaio (trombita)
- Julia Waters, Maxine Waters, Stephanie Straill (háttérvokál)
- Producerek: Donna Summer, Giorgio Moroder, Pete Bellotte, Harold Faltermeyer
- Hangmérnök: Jason Corsaro, Harold Faltermeyer, Jürgen Koppers, Carolyn Tapp, Steven D. Smith
- Maszterelés: Brian Gardner
- Produkciós menedzser: Budd Tunick
- Dobprogramozás: Jimmy Bralower
- Művészeti vezetés: Jeffrey Kent Ayeroff
- Design: David Fleming, Gribbitt!, Stephen Lumel
- Borítóterv: Donna Summer
- Fotó: Harry Langdon

## Különböző kiadások

### LP
- 1979 Casablanca Records (NBLP-2-7150, Egyesült Államok)
- 1979 Casablanca Records (NBLP 7150, Kanada)
- 1979 Casablanca Records (CALD 5007, NSZK)
- 1979 Casablanca Records (CA. LP 5035, Olaszország)
- 1979 Casablanca Records (CA. LP 5036, Olaszország)
- 1979 Casablanca Records (CB 72007, Franciaország)
- 1979 Casablanca Records (91 28 020, Spanyolország)
- 1979 Bellaphon (NB 7048, NSZK)
- 1979 Disques Vogue (CB 72008, Franciaország)
- 1979 Philips (9198 217, Hollandia)
- 1979 Philips (6641 931, Hollandia)
- 1979 Polygram (NBLP-2-7150, Új-Zéland)

### CD
- 1990 Casablanca Records (822 557-2 M-1, Egyesült Államok)
- 1990 Casablanca Records (422-822 557-2 M-1, Egyesült Államok)
- 1990 Casablanca Records (822 557-2 M1, Németország)
- 2003 Universal Records (B0000683-02, 2 CD, Deluxe Edition, Egyesült Államok)
- 2003 Island Def Jam Music Group (0602498012406, 2 CD, Deluxe Edition, Európa)

## Kimásolt kislemezek

### 7"
- 1979 Bad Girls / On My Honor (Philips, 6175 013, Hollandia)
- 1979 Bad Girls / On My Honor (Bellaphon, BF 18675, NSZK)
- 1979 Bad Girls / On My Honor (Casablanca Records, 45 CB 1192, Franciaország)
- 1979 Bad Girls / On My Honor (Casablanca Records, CAN 155, Anglia)
- 1979 Bad Girls / On My Honor (Casablanca Records, NB 988, Egyesült Államok)
- 1979 Bad Girls / I Feel Love (Casablanca Records, 814 300-7, Egyesült Államok)
- 1979 Dim All the Lights / There Always Be A You (Bellaphon, BF 18683, NSZK)
- 1979 Dim All the Lights / There Always Be A You (Disques Vogue, 45 CB 1224, Franciaország)
- 1979 Hot Stuff / Journey to the Centre of Your Heart (Philips, 6175 010, Hollandia)
- 1979 Hot Stuff / Journey to the Centre of Your Heart (Casablanca Records, NB 978, Egyesült Államok)
- 1979 Hot Stuff / Journey to the Centre of Your Heart (Casablanca Records, CA. 524, Olaszország)
- 1979 Hot Stuff / Journey to the Centre of Your Heart (Casablanca Records, CAN 151, Anglia)
- 1979 Hot Stuff / Journey to the Centre of Your Heart (Casablanca Records, NB 978, Ausztrália)
- 1979 Hot Stuff / Journey to the Centre of Your Heart (RTV Ljubljana, SL 0252, Jugoszlávia)
- 1979 Hot Stuff / Journey to the Centre of Your Heart (Disques Vogue, 45 CB 1171, Franciaország)
- 1979 Hot Stuff / Journey to the Centre of Your Heart (Bellaphon, BF 18665, NSZK9
- 1979 No More Tears (Enough Is Enough) / Lucky (Casablanca Records, CAN 174, Anglia)
- 1979 No More Tears (Enough Is Enough) / My Baby Understands (Casablanca Records, NB DSBS, Ausztrália)
- 1979 On the Radio / There Always Be A You (Casablanca Records, NB 2236, Egyesült Államok)
- 1979 On the Radio / There Always Be A You (Casablanca Records, 6175 030, NSZK)
- 1979 On the Radio / There Always Be A You (Philips, 6175 028, Hollandia)
- 1980 Sunset People / Our Love (Phonogram, 6198 356, NSZK)
- 1992 I Feel Love / Bad Girls (Collectables, COL 4332, Egyesült Államok)

### 12"
- 1979 Bad Girls / Our Love (Bellaphon, BZC 4425, NSZK)
- 1979 Bad Girls / On My Honor (Casablanca Records, CANL 155, Anglia)
- 1979 Bad Girls / Dim All the Lights (Disques Vogue, 310807, Egyesült Államok)
- 1979 Dim All the Lights / There Always Be A You (Bellaphon, BZC 4429, NSZK)
- 1979 Dim All the Lights / There Always Be A You (Casablanca Records, CANL 162, Anglia)
- 1979 Dim All the Lights / Journey to the Centre of Your Heart (Casablanca Records, DS 12052, egyoldalas lemez, korlátozott példányszám)
- 1979 Dim All the Lights (Casablanca Records, NBD 20193 DJ, Egyesült Államok, egyoldalas lemez, promóciós kiadvány)
- 1979 Hot Stuff (Casablanca Records, NBD 20159 DJ, Egyesült Államok, egyoldalas lemez, promóciós kiadvány)
- 1979 Hot Stuff / Journey to the Centre of Your Heart (Casablanca Records, CANL 151, Anglia)
- 1979 Hot Stuff / Journey to the Centre of Your Heart (Casablanca Records, C 10511, Franciaország, 3-féle változatban – a korong színe: kék, sárga vagy narancssárga – jelent meg.)
- 1979 Hot Stuff / Journey to the Centre of Your Heart (Bellaphon, BZC 4420, NSZK)
- 1979 Hot Stuff / Bad Girls (Casablanca Records, NBD 20167, Egyesült Államok, egyoldalas lemez)
- 1979 Hot Stuff / Bad Girls (Casablanca Records, NBD 20159, Egyesült Államok)
- 1979 Hot Stuff / Bad Girls / Dim All the Lights (PolyGram, PRO 1167-1D, Egyesült Államok)
- 1979 On the Radio / There Always Be A You (Casablanca Records, NBL 2236, Anglia)
- 1979 Sunset People / Our Love (Casablanca Records, CANL 198, Anglia)
- 1991 Bad Girls / Could It Be Magic (Unidisc, SPEC-1572, Kanada)
- 1991 Dim All the Lights (Hearsay, HEAR-101, Egyesült Államok)
- 1994 Hot Stuff / Bad Girls / Dim All the Lights (Casablanca Records, PRO 1167-1D, Egyesült Államok)

## Az album slágerlistás helyezései
Anglia: 1979. június. Legmagasabb pozíció: 23. hely

Ausztria: 1979. július 15-étől 12 hétig. Legmagasabb pozíció: 8. hely

Egyesült Államok, pop: Legmagasabb pozíció: 1. hely

Egyesült Államok, R&B: Legmagasabb pozíció: 1. hely

Japán: Legmagasabb pozíció: 9. hely

Norvégia: 1979. A 26. héttől 19 hétig. Legmagasabb pozíció: 3. hely

NSZK: Legmagasabb pozíció: 7. hely

Svédország: 1979. május 18-ától 13 hétig. Legmagasabb pozíció: 3. hely

## Legnépszerűbb slágerek
- Hot Stuff

Anglia: 1979. május. Legmagasabb pozíció: 11. hely

Ausztria: 1979. június 15-étől 20 hétig. Legmagasabb pozíció: 3. hely

Ausztrália: Legmagasabb pozíció: 1. hely

Egyesült Államok: Legmagasabb pozíció: 1. hely

Egyesült Államok, dance: Legmagasabb pozíció: 1. hely

Egyesült Államok, R&B: Legmagasabb pozíció: 3. hely

Hollandia: Legmagasabb pozíció: 14. hely

Írország: Legmagasabb pozíció: 14. hely

Japán: Legmagasabb pozíció: 17. hely

Norvégia: 1979. A 24. héttől 21 hétig. Legmagasabb pozíció: 2. hely

NSZK: Legmagasabb pozíció: 5. hely

Svájc: 1979. május 20-ától 15 hétig. Legmagasabb pozíció: 1. hely

Svédország: 1979. május 18-ától 12 hétig. Legmagasabb pozíció: 2. hely
- Bad Girls

Anglia: 1979. július. Legmagasabb pozíció: 14. hely

Ausztria: 1979. szeptember 15-étől 4 hétig. Legmagasabb pozíció: 23. hely

Ausztrália: Legmagasabb pozíció: 14. hely

Egyesült Államok: Legmagasabb pozíció: 1. hely

Egyesült Államok, dance: Legmagasabb pozíció: 1. hely

Egyesült Államok, R&B: Legmagasabb pozíció: 1. hely

Hollandia: Legmagasabb pozíció: 7. hely

Írország: Legmagasabb pozíció: 23. hely

Japán: Legmagasabb pozíció: 35. hely

Norvégia: 1979. A 38. héttől 4 hétig. Legmagasabb pozíció: 8. hely

NSZK: Legmagasabb pozíció: 9. hely

Svájc: 1979. július 29-étől 11 hétig. Legmagasabb pozíció: 5. hely

Svédország: 1979. szeptember 7-étől 2 hétig. Legmagasabb pozíció: 13. hely
- Dim All the Lights

Anglia: 1979. szeptember. Legmagasabb pozíció: 29. hely

Egyesült Államok: Legmagasabb pozíció: 2. hely

Egyesült Államok, AC: Legmagasabb pozíció: 44. hely

Egyesült Államok, dance: Legmagasabb pozíció: 54. hely

Egyesült Államok, R&B: Legmagasabb pozíció: 13. hely

Írország: Legmagasabb pozíció: 30. hely

Japán: Legmagasabb pozíció: 70. hely

NSZK: Legmagasabb pozíció: 25. hely
- Sunset People

Anglia: Legmagasabb pozíció: 46. hely
- Walk Away

Egyesült Államok: Legmagasabb pozíció: 36. hely

Egyesült Államok, R&B: Legmagasabb pozíció: 35. hely

## Grammy-díj és jelölések, 1980

### Jelölések
- az év albuma
- Bad Girls – legjobb popénekesnő, legjobb diszkófelvétel[1]
- Dim All the Lights – legjobb R&B előadó

### Díj
- Hot Stuff – legjobb rockénekesnő